# ROKS Park Donghyuk
Le ROKS Park Donghyuk (PKG-717) est un patrouilleur lance-missiles (PKG) de la marine de la république de Corée, le sixième navire de la classe Gumdoksuri.

## Conception
La classe Gumdoksuri est une classe de patrouilleurs de nouvelle génération conçus pour la marine de la république de Corée (ROKN), l’une des classes de navires les plus avancés technologiquement de la Corée du Sud. Ces bateaux à grande vitesse sont armés de missiles et sont conçus pour remplacer les anciens patrouilleurs de la classe Chamsuri. Les navires de 440 tonnes mesurent 63 mètres de long et 9 mètres de large. Ils ont une vitesse maximale de 41,5 nœuds (76,9 km/h). Officiellement, ils sont classés comme patrouilleurs rapides (PKX) ou comme patrouilleurs-tueurs lanceurs de missiles guidés (PKG).
La classe Gumdoksuri est équipée d’un système de combat technologique indépendant, qui se compose d’un système de ciblage électro-optique (EOTS) et d’un radar de poursuite. Le radar de recherche peut identifier plus de 100 cibles simultanément. Une autre caractéristique importante est le système de traçage électronique optique, avec fonctions de suivi de cible. 
Leur arme principale est un canon Otobreda 76 mm refroidi à l’eau. Ils sont également armés d’un canon de 40 mm et de missiles antinavires SSM-700K Haeseong. L’armement est contrôlé par un système de conduite de tir Saab CEROS 200 et les cibles sont détectées par un radar STX RadarSys SPS-100k.

## Carrière
La classe Gumdoksuri est construite par deux sociétés, Hanjin Heavy Industries et STX Offshore & Shipbuilding. Le ROKS Park Donghyuk (PKG-717) fait partie des bateaux construits par Hanjin Heavy Industries à Busan. Il a été lancé le 28 juillet 2010 et mis en service le 26 septembre 2011.
Le 21 mars 2023, le ROKS Park Donghyuk a fait partie des unités de la 2e flotte qui ont effectué un exercice d’artillerie navale. Les navires présents étaient le ROKS Eulji Mundeok (DDH-972), un destroyer de classe Gwanggaeto le Grand, le ROKS Seoul (FFG-821), une frégate de classe Daegu, et le ROKS Gongju (PCC-785), une corvette de classe Pohang. Le ROKS Park Donghyuk était le seul patrouilleur de classe Gumdoksuri présent.